# 刘辰翁
劉辰翁（1232年—1297年），字會孟，號須溪，吉州廬陵（今江西吉安）人，南宋诗人。
生於紹定五年（1232年），早年入太學，理宗景定三年（1262年）進士及第，因對策忤權奸賈似道，被評丙等。以母老为由出任濂溪書院山長，咸淳元年（1265年），授臨安府學教授、參江東轉運幕，後薦入史館，除太學博士。宣傳《莊子》思想，與江萬里友好。德佑元年（1275年），文天祥勤王，辰翁参与江西幕府。宋亡元後不仕，隱居以終。大德元年（1297年）卒。
作詞豐富，數量仅次於辛弃疾、苏轼。况周颐云：“须溪词风格遒上似稼轩，情辞跌宕似遗山。有时意笔俱化，纯任天倪，竟能略似坡公。往往独到之处，能以中锋达意，以中声赴节。世或目为别调，非知人之言也。”有《須溪集》100卷，久佚，清初四庫館臣自《永樂大典》輯出10卷。另有《须溪词》數卷。

## 延伸阅读
[在维基数据编辑]
 在维基文库阅读此作者作品
 《新元史/卷237》，出自柯劭忞《新元史》